# Kanton Pionsat
Pionsat is een voormalig kanton van het Franse departement Puy-de-Dôme. Het kanton maakte deel uit van het arrondissement Riom. Het werd opgeheven bij decreet van 21 februari 2014, met uitwerking op 22 maart 2015.

## Gemeenten
Het kanton Pionsat omvatte de volgende gemeenten:
- Bussières
- La Cellette
- Château-sur-Cher
- Pionsat (hoofdplaats)
- Le Quartier
- Roche-d'Agoux
- Saint-Hilaire
- Saint-Maigner
- Saint-Maurice-près-Pionsat
- Vergheas